# 22405 Gavioliremo
22405 Gavioliremo este un asteroid din centura principală de asteroizi.

## Descriere
22405 Gavioliremo este un asteroid din centura principală de asteroizi. A fost descoperit pe 19 iulie 1995 la Cavezzo la Observatorul Cavezzo. Asteroidul prezintă o orbită caracterizată de o semiaxă mare de 2,29 ua, o excentricitate de 0,18 și o înclinație de 4,8° în raport cu ecliptica.